# 上桜城の戦い
上桜城の戦い（うえざくらじょうのたたかい）は、元亀4年（1573年）に阿波国の上桜城周辺で行われた合戦。三好長治が阿波守護の細川真之とともに、家臣の上桜城主篠原長房を討伐した戦いである。

## 開戦までの経緯

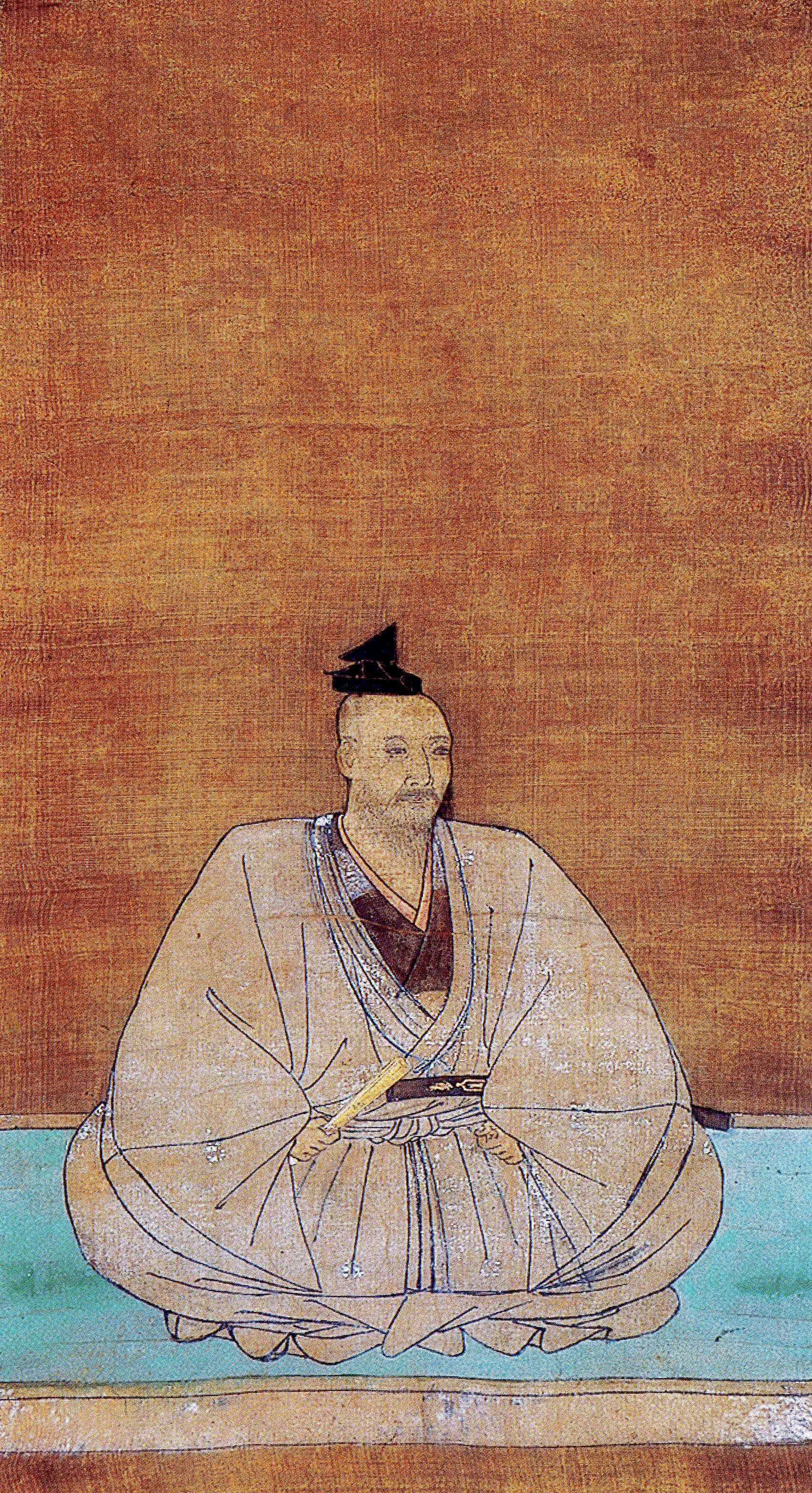
三好実休像/妙國寺蔵

室町幕府の実権を握った三好長慶は、阿波国国主細川持隆（氏之）を弟三好実休によって滅し、三好実休が阿波国の国主となり勝瑞城を収めた。その後、足利義輝派であった畠山高政、六角義賢連合軍と三好実休、篠原長房連合軍との間で久米田の戦いとなったが、この戦いで三好実休が戦死してしまった。その後阿波国の国主は実休の長男であった三好長治が継ぎ、二男の十河存保は十河氏の養子になり、十河城の城主となった。しかし三好長治は当時8歳であったため、上桜城城主篠原長房、木津城城主の篠原自遁、板西城城主の赤沢宗伝らが、国政と三好政権を補佐した。特に篠原長房は三好家臣団をとりまとめ、分国法「新加制式」を制定したと言われており、三好氏の中心人物として活躍した。
その後篠原長房は、1570年（元亀元年）9月摂津の野田・福島の戦いで織田信長軍と戦い、翌1571年（元亀2年）5月備前国児島で毛利軍と戦い、同年9月摂津の白井河原の戦いで和田氏の高槻城を攻城し各地を転戦していた。
細川持隆の側室で小少将という人物がいる。『三好記』によると小少将は絶世の美女と評されている。細川持隆の生存時より三好実休と不倫の関係にあり、後に三好実休の妻となり三好長治、十河存保の2子をもうけた。篠原長房が阿波国に帰国した前後より、小少将は三好氏を支えていた篠原自遁と相通じあう仲となり、篠原長房をうとんじるようになった。政務を正し小少将の不倫を諌めたため怒りをかったと言われている。篠原長房はこのような状況にうんざりしたのか、元亀4年（1573年）3月22日、勝瑞城を出て上桜城に閉居してしまう。しかしこの事が逆に裏切り、反撃に出ると思われたのか、三好長治と細川真之は、篠原長房討伐の兵をあげることとなった。

## 戦いの状況
三好長治の命を受けた十河存保を総大将として阿波国の森飛騨守、井沢右近大輔、讃岐国の香川氏、香西氏、淡路国の兵の総勢7千人、紀伊国の増援3千人（鉄砲千丁）を加え、元亀4年（1573年）5月、手始めに篠原長房と懇意であった赤沢宗伝がいる板西城を攻撃した。またその一方で十河存保軍約7000兵が上桜城に向っていた。篠原長房はこの動きを察知し上桜城の出丸的役割を果たしていた善入寺と東弾寺に1500兵を集め吉野川を挟んで対陣した。この時篠原長房は川を深く掘りおこしたようで、吉野川は急流となり一挙に渡河させなかった。ゲリラ戦となったが、次第に封鎖戦となり包囲を狭めていき、上桜城に押し込まれると同時に兵糧、武器の補給路も断ち切られ戦闘継続が困難となってきた。その間隙に乗じて、十河存保軍は出丸となっていた善入寺と東弾寺を打ち破り、大日寺（非現存）に陣を構えた。
敗戦濃厚と思ったのか、篠原長房の妻と子供3名に家臣2名を付け、妻の里であった教行寺の兼詮のもとに逃がした。同年7月15日夜中残存兵力を城下に結集させ、翌16日早朝上桜城の本丸周辺を放火させ篠原長房と長男篠原長重（当時18歳）は大日寺に突入した。十河存保軍は慌て、長重が存保がいる本陣に西門から迫ったが、背後から香西氏の家臣植松資久の討ち取られた。長房も敵陣の中で戦死した。戦場は上桜城の山麓から大日寺の広範囲にわたっており、双方の死者は3000名とも言われている。

## 戦後の影響
妻と次男篠原新次郎、三男篠原義房らは無事教行寺につき、その後紀伊国へ落ち延びていった。その後、豊臣秀吉の用人として仕えたとも言われている。新次郎は後に帰国し、父や兄の供養碑を建てている。
この戦いが導火線となって、三好家臣団は離反していき、荒田野の戦い、長宗我部元親による阿波国侵攻の誘発など阿波国全土に戦いに巻き込まれていく。
この戦いの後、上桜城は廃され、長房討伐で功績を挙げた川島惟忠が川島城を築城した。